# 长鳍鲤䱵
长鳍鲤䱵（学名：Cyprinocirrhites polyactis）为輻鰭魚綱鲤形目䱵科鲤䱵属的鱼类，又名多棘鲤䱵、紅燕子、格仔。分布于台湾岛等。该物种的模式产地在安汶岛。